# JR貨物DD200形ディーゼル機関車
DD200形ディーゼル機関車（DD200がたディーゼルきかんしゃ）は、日本貨物鉄道（JR貨物）が2017年（平成29年）から製作している電気式ディーゼル機関車である。
なお本項では京葉臨海鉄道、水島臨海鉄道、九州旅客鉄道（JR九州）の保有するDD200形についても記述する。
また、同型機である衣浦臨海鉄道のKD58形についても記述する。

## 概要
非電化区間の貨物列車牽引と、貨物駅構内の入換作業の双方に使用しているDE10形・DE11形などの液体式ディーゼル機関車の老朽化に伴い、両形式の置き換えを目的に開発された。DF200形とEF210形の技術を応用しており、各種搭載機材を極力共通化することにより、開発および維持コスト削減を狙っている。

## 構造
車体構造はDE10形と同様の前後非対称ボンネット形機関車であるが、メンテナンス面で問題のあった3軸台車を廃し、通常の2軸台車でB-B形配置とし、保守面に配慮した。車軸数を減らしながらも軸重はDE10形等とほぼ同等の14.7 t（DE10形は13 t、DE11形は14 t）としたことで、従来DE10形が投入されていたローカル線でも運用できることをねらった車両となっている。最高速度も110 km/hとローカル線での多様な用途に応えられる仕様としている。
駆動系はDF200形で経験を積んだディーゼル・エレクトリック方式とし保守の容易化を目指している。発電用機関はV型12気筒で排気量30.48リットルのコマツ製SAA12V140E-3型ディーゼルエンジンをFDML30Zとして採用した（国鉄時代のDML30系エンジンとは無関係）。主発電機（FDM303、出力1,112 kVA）を直結している。
車体の1エンド側には内燃機関及び主発電機、主電動機送風機並びに冷却水熱交換器を搭載し、2エンド側には補助電源装置及び主変換装置を搭載する。インバータには電力変換効率の高いハイブリッドSiC素子を適用している。制御関係の電機品は三菱電機が担当している。
高効率機器の採用などにより従来の機関車と比べ環境性能が向上しており、それぞれ燃料消費量は20.3%、窒素酸化物（NOx）排出量は18.6%、騒音レベルは11dB低減されている。
台車は川崎重工業製の軸梁式ボルスタレス空気ばね台車で、1エンド側がFDT103形、2エンド側がFDT103A形。基礎ブレーキは片押し式の踏面ブレーキ（ユニットブレーキ）。空気圧縮機はドイツ・クノールブレムゼ製の潤滑油が不要なオイルフリー（無給油）レシプロ式が使用されている。
運転室内構造はDE10形やHD300形と同様に、運転台が横向きに対面式で配置されたレイアウトを採用している。また、入換作業時の誘導に当たる操車担当者の作業性を向上させるため、車端部のステップの大型化や手すりの塗り分けなどが行われている。

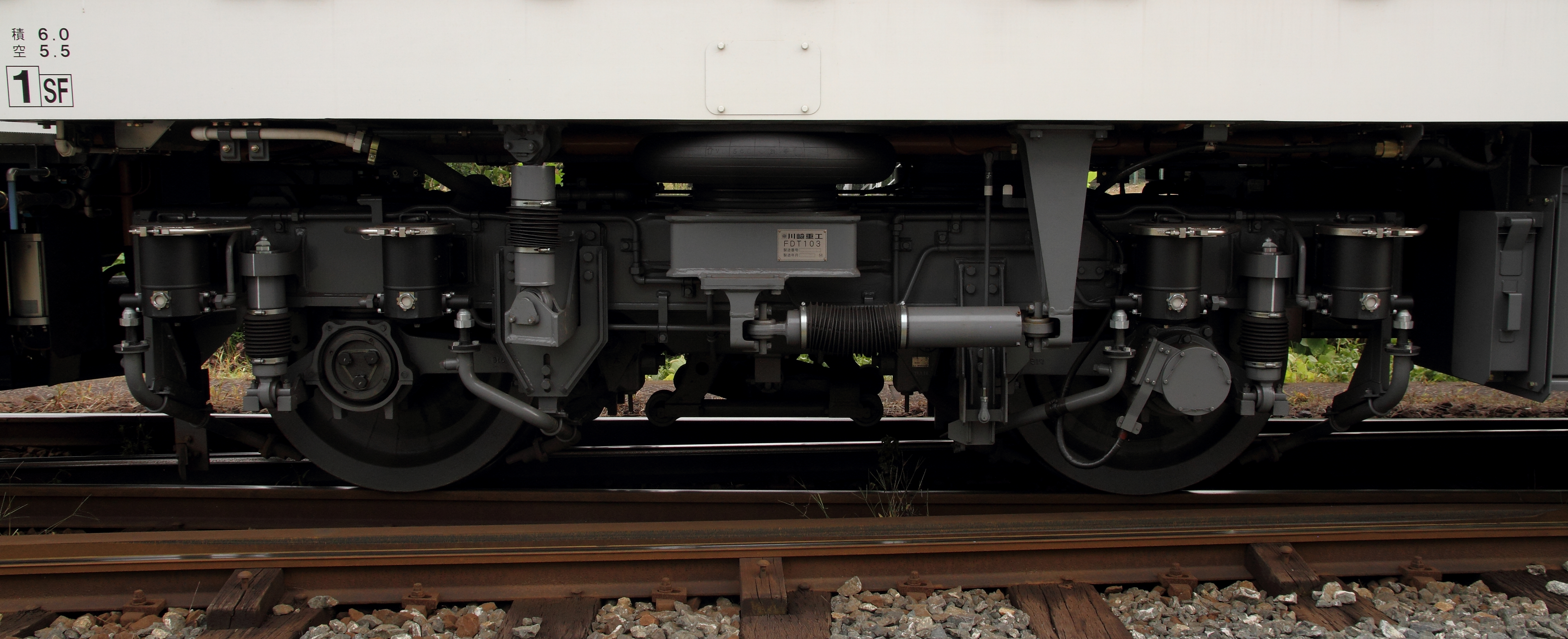
DD200 601（水島臨海鉄道）の FDT103形2軸台車 （2021年9月12日 / 東水島）
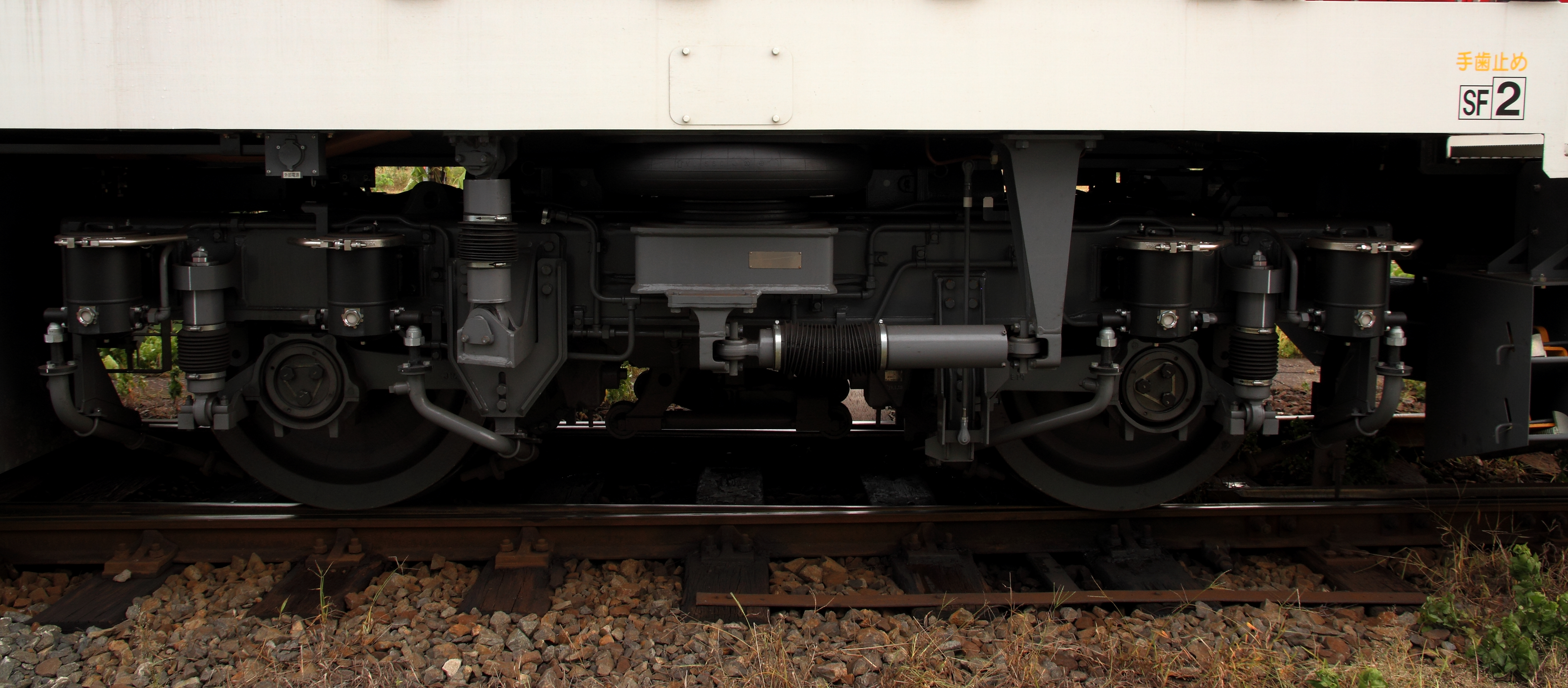
DD200 601（水島臨海鉄道）の FDT103A形2軸台車 （2021年9月12日 / 東水島）

## 配置・運用
2017年（平成29年）試作機である901号機が2017年6月29日に新鶴見機関区に甲種輸送され、同区へ正式配置されたのちに報道公開がなされた。
2017年8月21日・同年8月25日未明に東京貨物ターミナル駅 - 西湘貨物駅間での本線での試運転が実施され、同年10月から11月の数日にわたり東京貨物ターミナル駅 - 相模貨物駅間で電気機関車とコキ車を使用した性能試験が実施された。東北地区においては、2017年11月18日に東北本線・石巻線・仙石線で行われている。
2019年8月27日に量産型の1号機となるDD200-1が兵庫駅から稲沢駅まで甲種輸送され、順次DE10を置き換える形で運用を開始している。
2022年4月1日現在、愛知機関区に901・1 - 23号機の計24両が配置されている。
2024年3月16日ダイヤ改正時点での運用範囲は以下の通りである。なお、通常は運用線区近傍の機関区で給油や仕業検査等を受けて運用され、定期検査の都度愛知機関区と各区の間を無動力回送されている。
- 東北本線・石巻線・仙石線：仙台貨物ターミナル - 小牛田 - 石巻 - 石巻港・盛岡貨物ターミナル駅常駐入換
- 信越本線：焼島 - 新潟貨物ターミナル
- 鶴見線・東海道貨物線・南武線・武蔵野線・青梅線：安善（-単機回送-）拝島 - 横田基地
- 新湊線・氷見線・あいの風とやま鉄道線：高岡貨物 - 高岡 - 富山貨物
- 高山本線・あいの風とやま鉄道線：速星 - 富山貨物
- 東海道本線（貨物支線）：稲沢 - 名古屋港
- 東海道本線・関西本線：稲沢 - 四日市
- 山陽本線・水島臨海鉄道水島本線・水島臨海鉄道港東線：岡山貨物ターミナル - 倉敷 - 水島 - 東水島
- 鹿児島本線：北九州貨物ターミナル - 西小倉

その他、臨時貨物列車等で黒山、越中島貨物、逗子、豊川、徳庵、兵庫等に入線することがある。

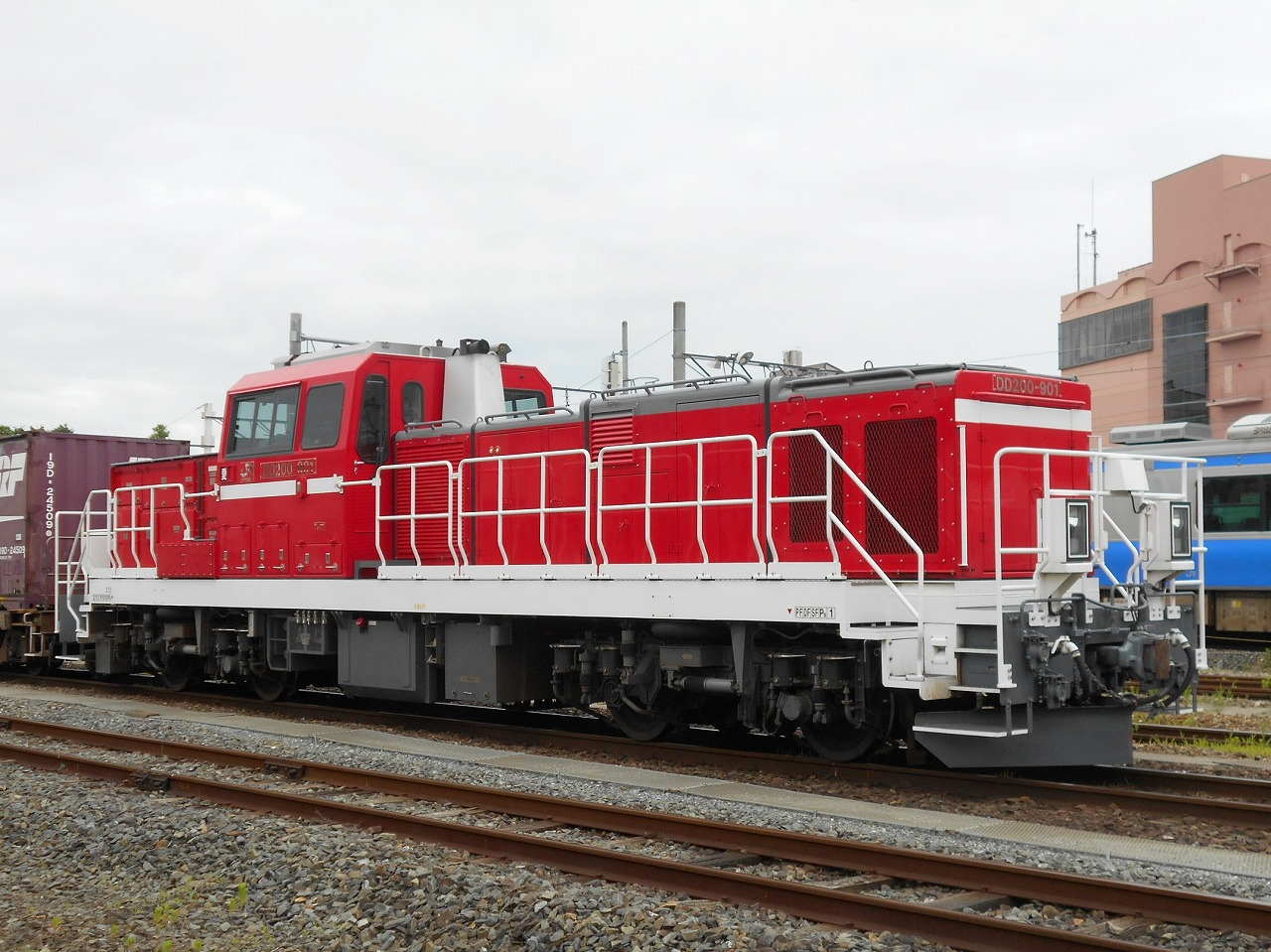
901号機（2019年7月 石巻駅）
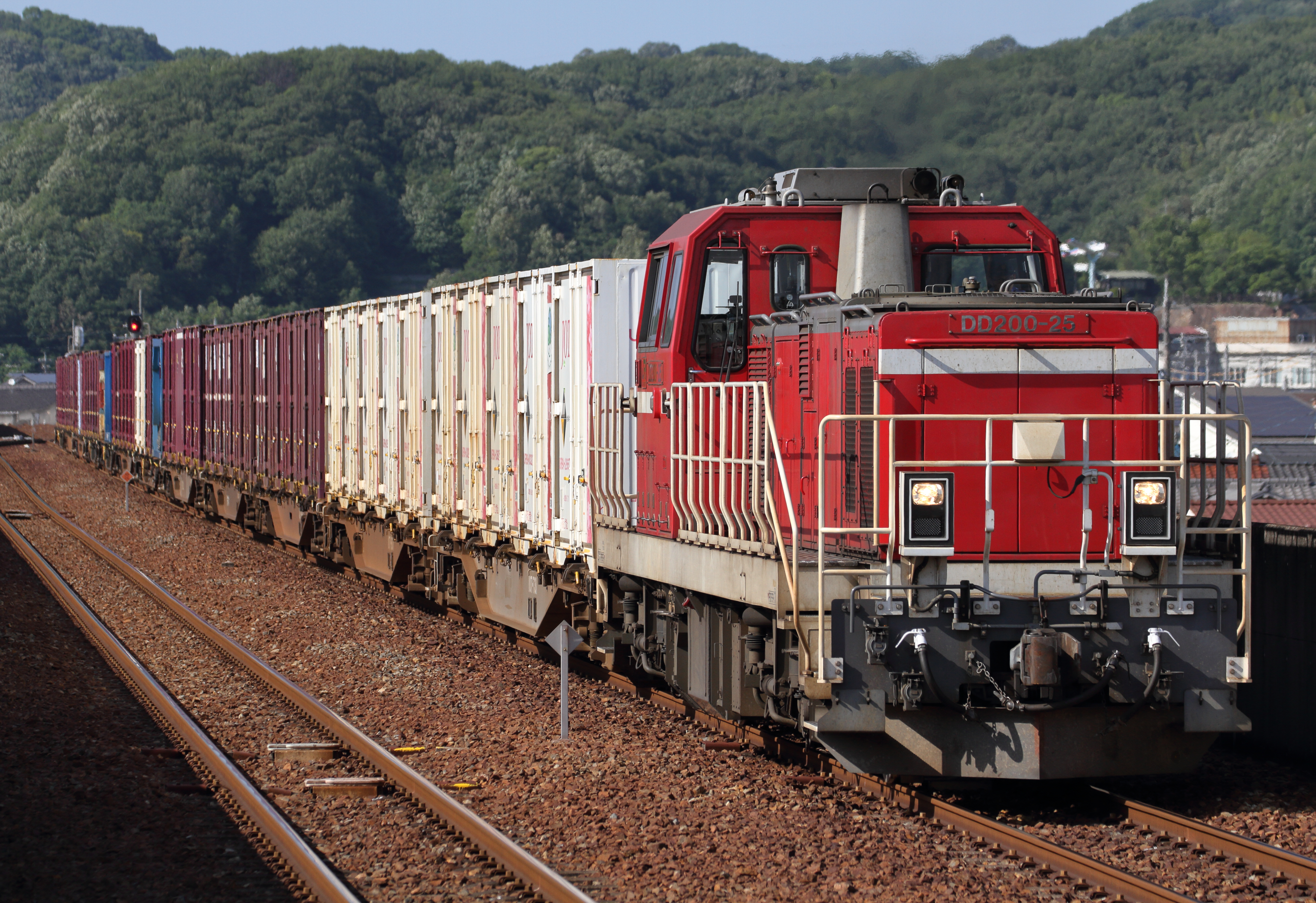
水島本線弥生駅を通過する25号機（2025年6月5日）

### JR貨物以外での導入
JR貨物では、カーボンニュートラルの観点からグループ会社である臨海鉄道各社への本形式導入を推進しており、すでに一部で導入が始まっている。また、九州旅客鉄道（JR九州）でも本形式の導入が行われている。

#### 水島臨海鉄道（600番台）
水島臨海鉄道では、2021年5月19日に兵庫駅から水島臨海鉄道・倉敷貨物ターミナル駅まで600番台1両が甲種輸送され、同年7月2日より運用を開始している。同年9月からは、岡山貨物ターミナル駅までのJR線乗り入れ運用に使用されている。

#### JR九州（700番台）
九州旅客鉄道（JR九州）では、2021年6月に熊本車両センターまで、SL人吉の50系客車700番台と同じ700番台の1両が甲種輸送され、同年7月13日付で新製配置された。これまでと異なり、塗装は同所のDE10形に準じた黒塗装となっている。2022年には、落成時にシールドビームだったヘッドライトがLEDに換装された。また、2022年から2024年度までの中期経営計画において「DD200形機関車新製」との記載があり、両数は不明であるが今後も導入される見通しである。

#### 京葉臨海鉄道（800番台）
京葉臨海鉄道では、当初2021年5月に同社向け車両が完成予定と報じられていたが、その後同年6月に到着し、「RED MARINE」の愛称が発表された。形式は800番台となっている。

#### 衣浦臨海鉄道（KD58形）
DD200形の同型機である衣浦臨海鉄道向けのKD58形が2024年11月19日に半田埠頭駅まで甲種輸送された。2025年3月15日に運用が開始された。

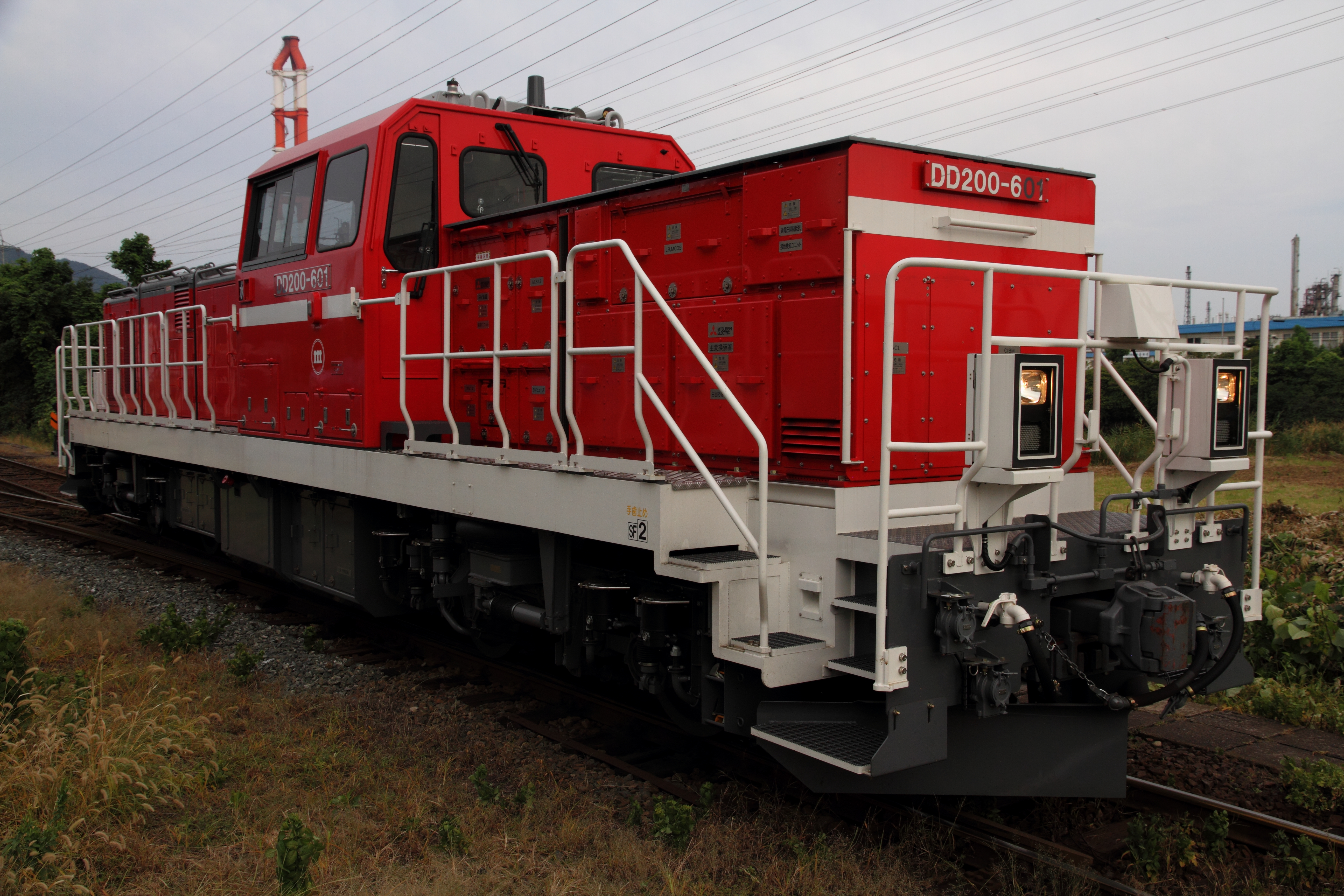
水島臨海鉄道所属の601号機
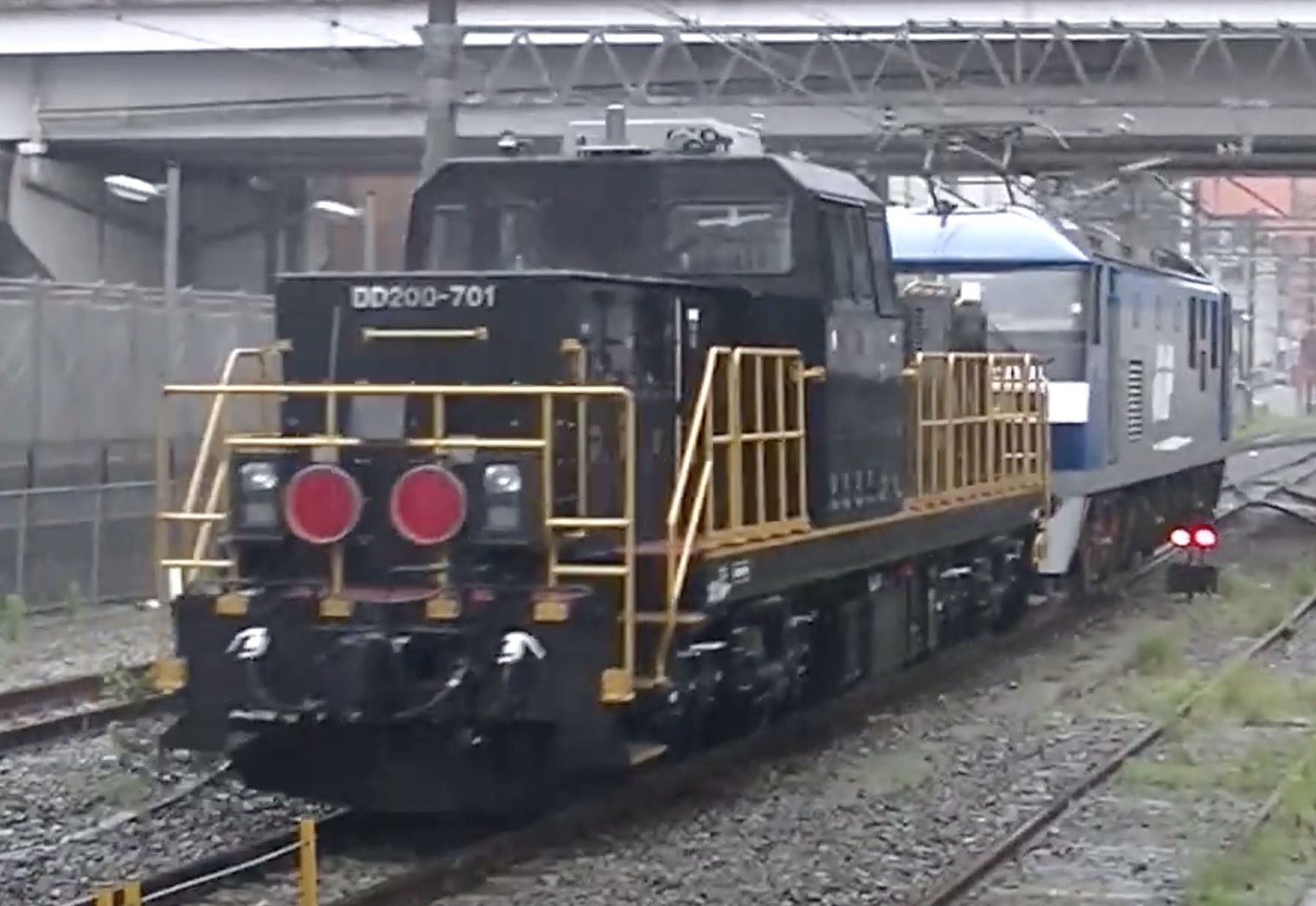
甲種輸送中の701号機
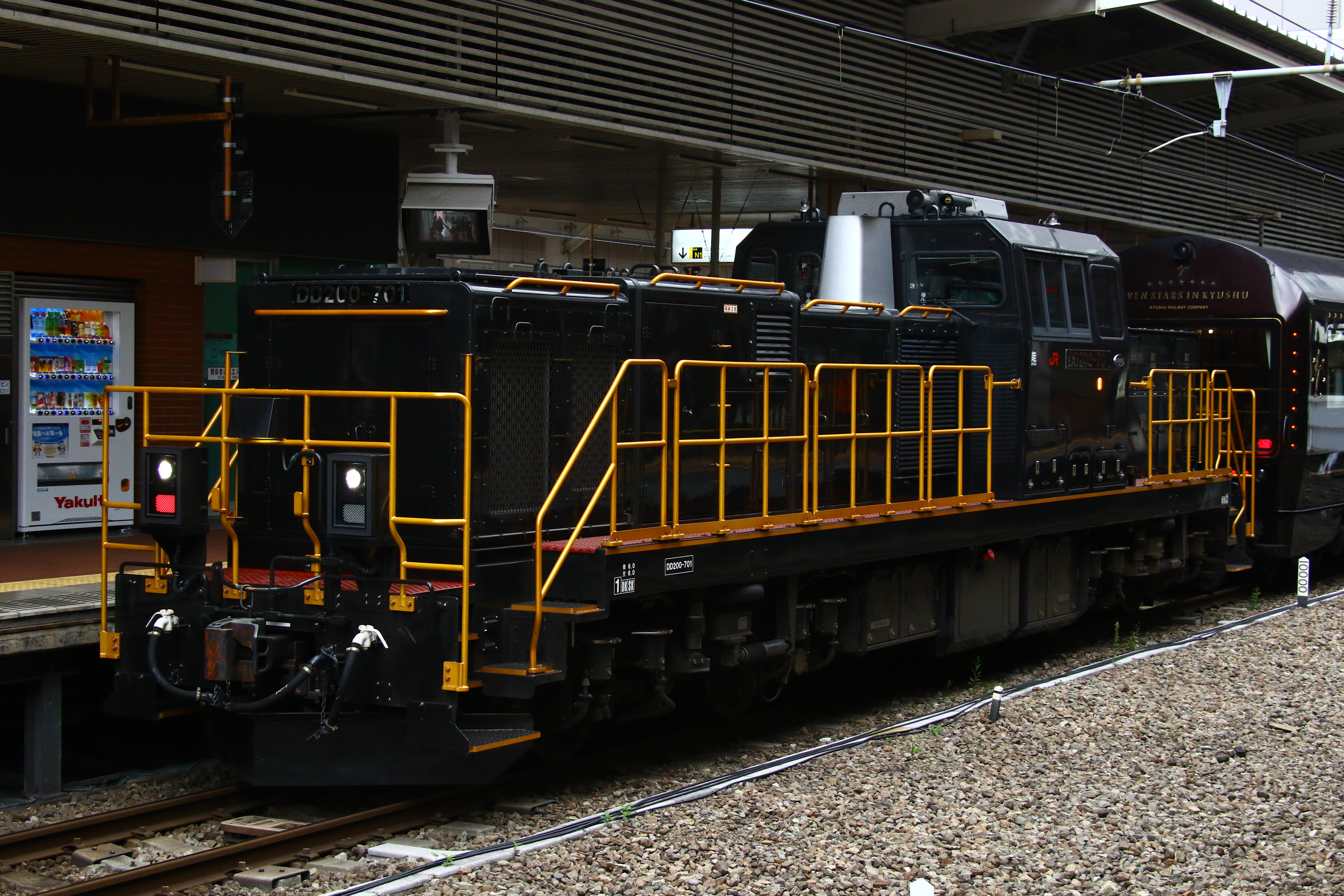
ヘッドライトLED化後の701号機